# Øre
Øre är en kyrkby i Gjemnes kommun i Møre og Romsdal fylke i västra Norge. Byn ligger vid fylkesväg 666, på södra sidan av Batnfjorden. Här finns Øre kyrka.
Byn utgjorde tidigare centralort i dåvarande Øre kommun.